# Discografia di Jackie Evancho

## Album studio
| Titolo                                            | Dettagli album                                                             | Posizione raggiunta | Posizione raggiunta | Posizione raggiunta | Posizione raggiunta | Posizione raggiunta | Posizione raggiunta | Posizione raggiunta | Posizione raggiunta | Vendite       | Certificazioni             |
| Titolo                                            | Dettagli album                                                             | US                  | US Class            | CAN                 | IRL                 | GIA                 | MEX                 | NZ                  | UK                  | Vendite       | Certificazioni             |
| ------------------------------------------------- | -------------------------------------------------------------------------- | ------------------- | ------------------- | ------------------- | ------------------- | ------------------- | ------------------- | ------------------- | ------------------- | ------------- | -------------------------- |
| Prelude to a Dream                                | - Data: 10 novembre 2009 - Etichetta: Indipendente - Formato: CD, digitale | 121                 | 2                   | —                   | —                   | —                   | —                   | —                   | —                   | - US: 4,000   |                            |
| Dream with Me                                     | - Data: 3 giugno 2011 - Etichetta: SYCO/Columbia - Formato: CD, digitale   | 2                   | 1                   | 5                   | 15                  | 37                  | 26                  | 8                   | 4                   | - US: 682,000 | - RIAA: Oro - BPI: Argento |
| Heavenly Christmas                                | - Data: 1 novembre 2011 - Etichetta: SYCO/Columbia - Formato: CD, digitale | 11                  | 1                   | 9                   | —                   | —                   | —                   | —                   | —                   | - US: 341,000 |                            |
| Songs from the Silver Screen                      | - Data: 2 ottobre 2012 - Etichetta: SYCO/Columbia - Formato: CD, digitale  | 7                   | 1                   | 22                  | —                   | 141                 | —                   | —                   | —                   | - US: 116,000 |                            |
| Awakening                                         | - Data: 23 settembre 2014 - Etichetta: Portrait - Formato: CD, digitale    | 17                  | 1                   |                     |                     |                     |                     |                     |                     | - US: 27,000  |                            |
| "—" indica che non ha avuto accesso in classifica |                                                                            |                     |                     |                     |                     |                     |                     |                     |                     |               |                            |

## Live
| Dream with Me In Concert                          | - Data: 12 settembre 2011 - Label: Sony / Columbia / Syco | 1                                                          | 75                                                         | 294                                                        |                                                            |                                                            |                                                            |                                                            |                                                            |                                                            |                                                            |
| Jackie Evancho: Music of the Movies               | - Data: 2012 - Etichetta: Sony / Columbia                 | Pubblicato solo in allegato a Songs from the Silver Screen | Pubblicato solo in allegato a Songs from the Silver Screen | Pubblicato solo in allegato a Songs from the Silver Screen | Pubblicato solo in allegato a Songs from the Silver Screen | Pubblicato solo in allegato a Songs from the Silver Screen | Pubblicato solo in allegato a Songs from the Silver Screen | Pubblicato solo in allegato a Songs from the Silver Screen | Pubblicato solo in allegato a Songs from the Silver Screen | Pubblicato solo in allegato a Songs from the Silver Screen | Pubblicato solo in allegato a Songs from the Silver Screen |
| "—" indica che non ha avuto accesso in classifica |                                                           |                                                            |                                                            |                                                            |                                                            |                                                            |                                                            |                                                            |                                                            |                                                            |                                                            |

## EP
| O Holy Night                                      | - Data: 16 novembre 2010 - Etichetta: Syco - Formato: EP, digitale, DVD | 2 | 1 | 9 | 93 | - US: 1,100,000 | - RIAA: Platino - CAN: Platino |
| "—" indica che non ha avuto accesso in classifica |                                                                         |   |   |   |    |                 |                                |

## Singoli
| 2010                                              | O Mio Babbino Caro                  | 1  | Prelude to a Dream           |
| 2010                                              | Everytime                           | 3  | Prelude to a Dream           |
| 2010                                              | Ave Maria (Schubert)                | 5  | Prelude to a Dream           |
| 2010                                              | Concrete Angel                      | 6  | Prelude to a Dream           |
| 2010                                              | Amazing Grace                       | 11 | Prelude to a Dream           |
| 2010                                              | Con te partirò                      | 12 | Prelude to a Dream           |
| 2010                                              | Think of Me                         | 15 | Prelude to a Dream           |
| 2010                                              | Starry Starry Night (Vincent)       | 21 | Prelude to a Dream           |
| 2010                                              | The Prayer                          | 24 | Prelude to a Dream           |
| 2010                                              | Panis Angelicus                     | 7  | O Holy Night                 |
| 2010                                              | Pie Jesu                            | —  | O Holy Night                 |
| 2011                                              | O Holy Night                        | 7  | O Holy Night                 |
| 2011                                              | Silent Night                        | 25 | O Holy Night                 |
| 2011                                              | Somewhere (con Barbra Streisand)    | 1  | Dream with Me                |
| 2011                                              | A Mother's Prayer (con Susan Boyle) | 2  | Dream with Me                |
| 2011                                              | All I Ask of You                    | 4  | Dream with Me                |
| 2011                                              | Angel                               | 4  | Dream with Me                |
| 2011                                              | When You Wish Upon a Star           | 7  | Dream with Me                |
| 2011                                              | Dream with Me                       | 11 | Dream with Me                |
| 2011                                              | The Lord's Prayer                   | 12 | Dream with Me                |
| 2011                                              | Nella Fantasia                      | 20 | Dream with Me                |
| 2011                                              | Lovers                              | 23 | Dream with Me                |
| 2011                                              | Nessun Dorma                        | 6  | Dream with Me                |
| 2012                                              | To Believe                          | 12 | Dream with Me                |
| 2012                                              | Music of the Night                  | 9  | Songs from the Silver Screen |
| 2012                                              | My Heart Will Go On                 | 17 | Songs from the Silver Screen |
| 2014                                              | The Rains of Castamere              | 7  | Awakening                    |
| 2014                                              | Think of Me                         | 3  | Awakening                    |
| 2014                                              | Hallelujah (con Peter Hollens)      | 12 | Peter Hollens                |
| "—" indica che non ha avuto accesso in classifica |                                     |    |                              |